# Ли Шанъинь
Ли Шанъинь (кит. трад. 李商隱, упр. 李商隐, пиньинь Lǐ Shāngyǐn, годы жизни. 813—858), второе имя Ишань (義山), китайский поэт поздней Тан, родился в уезде Синъян (в современной провинции Хэнань). Как и Ли Хэ, он был вновь открыт в 20-м веке, снискав уважение молодых китайских писателей за метафоричность своего творчества. Он особенно известен своими «стихами без названия» (無題).

## Биография
Ли Шанъинь сделал сравнительно успешную карьеру на государственной службе, высокого положения он, правда, так и не добился. Причиной тому стали разногласия между властными группировками, а также его связь с Лю Фэнем (劉蕡), известным противником евнухов.

## Работы
Творчество Ли Шанъиня типично для поздней Тан: его работы отличаются чувственностью, наполнены аллюзиями и метафорами. Последние два качества существенно затрудняют интерпретацию. Скрытый смысл его стихов, политические, биографические и философские аллюзии были долгие время обсуждались в Китае. Название самого известного из его «таинственных» произведений — «Цзинь Сэ» (錦瑟) (Название берётся по двум первым иероглифам произведения, так как оно является одним из, так называемых, «стихов без названия»). «Цзинь Сэ» состоит из 56 иероглифов и ряда образов. Некоторые современные критики оценивают его «стихи без названия», как «чистую поэзию».
Оригинальный текст:

锦瑟

　　锦瑟无端五十弦，

　一弦一柱思华年。

　　庄生晓梦迷蝴蝶，

　望帝春心托杜鹃。

　　沧海月明珠有泪，

　蓝田日暖玉生烟。

　　此情可待成追忆？

　只是当时已惘然。

Перевод Анны Ахматовой:

ДРАГОЦЕННАЯ ЦИТРА

Нефритом украшена цитра моя,

И струн на ней пятьдесят.

И все эти звонкие струны со мной

О давних днях говорят,

Мудрец Чжуан-цзы в глубоком сне

Сияющей бабочкой был.

Ван-ди после смерти все чувства свои

В лесную кукушку вселил.

А в южных морях под взором луны

Текут жемчуга по щеке.

На синих полях под лучом дневным

В прозрачном яшма дымке.

О всех этих чудных явленьях не раз

Придется мне размышлять.

Но надо признаться, сейчас на моей

Душе печали печать.

霜月

初闻征雁已无蝉，

百尺楼高水接天。

青女素娥俱耐冷，

月中霜里斗婵娟。

Перевод:

Иней под луной

 Умолкли цикады, лишь слышен      гусей улотающих крик.

 И терем высокою крышей      в нависшие тучи проник.

 Циннюй и Чанъэ замерзают,      все иней покрыл под луной.

 Красавицы все выясняют,      из двух кто прекрасней собой?— 
Несмотря на преобладание чувственной поэзии, Ли Шанъинь обращался также и к сатире и юмору. К тому же, некоторые ранние комментаторы отмечают в творчестве Ли Шанъиня мужественность Ду Фу. «Обличение социальных пороков современности приобретает в эту позднюю эпоху завуалированный историческим сюжетом характер… Эта манера отличает и Ли Шанъиня. Причины иносказаний, способа не нового для китайской поэзии, связаны, очевидно, с невозможностью открытого вызова, со сложностью общественной обстановки, созданной утерей двором центральной власти и постоянными распрями враждующих между собою групп, в которые попадали и поэты. <…> Поэзия, пусть даже прикрываясь уходом в прошлое и утеряв присущую Бо Цзюйи конкретность, волновалась вопросами жизни страны, искала <…> истоки переживаемых народом несчастий. Когда Ли Шанъинь пишет, например, о ханьском государе Вэнь-ди, который пригласил к себе ученого поэта Цзя И, но беседовал с ним не о бедах народа, а о злых и добрых духах, то, по существу, речь идет не о Вэнь-ди, а о современных Ли Шанъиню правителях, проявлявших интерес к сверхъестественным силам в ущерб заботам о народе. В одном из стихотворений поэт утверждает, что умиротворение страны во власти людей, а не неба.
<…> У него много стихов, в которых осмысление судеб страны смыкается с размышлениями о собственной его горестной участи. Так, в одном из стихотворений говорится о душевном беспокойстве поэта, которое перерастает в предчувствие общественных бедствий: он гонит коней, поднимается на древнюю равнину; закатное солнце беспредельно прекрасно, но оно приближает темные сумерки.
<…>Ли Шанъинь — единственный известный нам танский поэт, писавший любовные стихи. Они для него были и мечтою о несбывшемся счастье»:22.

## Влияние
В 1968 году Роджер Уотерс, один из основателей рок-группы Pink Floyd позаимствовал строки из произведений Ли Шанъиня для песни Set the Controls for the Heart of the Sun со второго альбома группы A Saucerful of Secrets.
В RPG Planescape: Torment один из второстепенных персонажей в морге цитирует стихи Ли Шанъиня.

## В филателии
13 сентября 2009 года КНР выпустила почтовую марку из серии «Триста танских стихотворений» (кит. упр. 唐诗三百首) с текстом стихотворения Ли Шанъиня «Без названия» (кит. упр. 无题) и комментариев к нему, тираж которой составил 12 999 700 экземпляров:216. Ниже приведен его текст.

Как встречаться нам тяжело,

так тяжело расставаться.

Ветер жизни лишился сил,

все цветы увядают.

Лишь когда шелкопряд умрет,

нити дум прекратятся.

Лишь когда фитиль догорит,

слезы свечи́ иссякнут.

Утром у зеркала я грущу,

видя облачный во́лос.

Ночью, читая стихи, узнаю́

лунного света холод.

До небожителей, на Пэнлай,

путь не такой уж трудный:

Темная птица о трех ногах,

дай мне знать о грядущем.
Оригинальный текст (кит.)无题

相见时难别亦难，东风无力百花残。

春蚕到死丝方尽，蜡炬成灰泪始干。

晓镜但愁云鬓改，夜吟应觉月光寒。

蓬山此去无多路，青鸟殷勤为探看。
— «Без названия», в переводе А. Сергеева